# 道口パーキングエリア
道口パーキングエリア（みちぐちパーキングエリア）は、岡山県倉敷市玉島道口の山陽自動車道にあるパーキングエリアである。
下り線エリアは2013年（平成25年）3月31日に、上り線エリアは2014年（平成26年）8月6日に「モテナス」店舗としてリニューアルされた。

## 道路
- E2 山陽自動車道

## 施設

### 上り線（岡山・神戸方面）
- 駐車場
  - 大型 34台
  - 小型 40台
  - 車椅子用駐車場有
- トイレ
  - 男性 大3（和式1・洋式2）・小7
  - 女性 14（和式2・洋式12）※個室内に子供トイレ（洋式）あり
  - 車椅子用 1
- スナック（7:30 - 20:00）
- ショッピング（7:30 - 20:00）
- 自動販売機
- 携帯電話充電器（7:30 - 20:00）
- 電気自動車用急速充電器（24時間、要事前登録）
- ハイウェイ情報ターミナル

### 下り線（今治・広島方面）
- 駐車場
  - 大型 34台
  - 小型 40台
  - 車椅子用駐車場有
- トイレ
  - 男性 大3（和式1・洋式2）・小7
  - 女性 14（和式2・洋式12）※個室内に子供トイレ（洋式）あり
  - 車椅子用 1
- スナック（7:30 - 20:00）
- ショッピング（7:30 - 20:00）
- 自動販売機
- 携帯電話充電器（7:30 - 20:00）
- 電気自動車用急速充電器（24時間、要事前登録）

## 隣
E2 山陽自動車道
(18)玉島IC - 道口PA - (19)鴨方IC